# Bellegarde-Marsal
Bellegarde-Marsal es una comuna nueva francesa situada en el departamento de Tarn, de la región de Occitania.

## Historia
Fue creada el 1 de enero de 2016, en aplicación de una resolución del prefecto de Tarn de 18 de septiembre de 2015 con la unión de las comunas de Bellegarde y Marsal, pasando a estar el ayuntamiento en la antigua comuna de Bellegarde.

## Demografía
| Gráfica de evolución demográfica de Bellegarde-Marsal entre 1800 y 2013 |
|                                                                         |

Los datos entre 1800 y 2013 son el resultado de sumar los parciales de las dos comunas que forman la nueva comuna de Bellegarde-Marsal, cuyos datos se han cogido de 1800 a 1999 (o a 2006 según corresponda), para las comunas de Bellegarde y Marsal de la página francesa EHESS/Cassini. Los demás datos se han cogido de la página del INSEE.

## Composición
| Comuna delegada | Código INSEE | Población (2013) | Superficie (km²) | Densidad (hab./km²) |
| --------------- | ------------ | ---------------- | ---------------- | ------------------- |
| Bellegarde      | 81026        | 441              | 11.10            | 40                  |
| Marsal          | 81155        | 273              | 8.29             | 33                  |